# Пробач
Пробач — другий сингл зі студійного альбому гурту Lama «Назавжди».
Темою пісні є любов, переживання та каяття.

## Історія
|                                                                    | "Я досить багато розмірковую над життям. Останнім часом багато уваги приділяю духовному зростанню, повністю проживаю кожну емоцію. Кожна пісня вистраждана мною особисто. У своїй творчості я щира, я не соромлюся на всю країну співати про свої почуття і переживання. Вважаю, потрібно бути абсолютно чесною з публікою". |
| — http://www.compana.com.ua/hot/lama-vypustila-novyi-singl-probach | |

Також за словами співачки дана пісня народилася миттєво під час однієї з репетицій.

## Відеокліп
Відео було відзняте 2012 року у Венеції. Саме це місто було обрано за словами співачки через сон, що наснився їй після написання пісні, де мали місце, як саме місто Венеція, так і атмосфера, притаманна йому.
На відео показано Наталю Дзеньків, що з'являється у різних куточках Венеції. Під час приспіву співачка з'являється на березі. Також показані кадри прогулянки співачки з велосипедом та квітами, які вона наприкінці залишає у дверях будинку.
Режисером кліпу став директор гурту «Lama» Андрій Подолян, а оператором виступив відомий український фотограф Дмитро Перетрутов. Допомагав знімальній групі і продюсер «Lama» Віталій Телезін, який дебютував як другий оператор.